# Список картин Якоба Йорданса

Список картин фламандского художника Якоба Йорданса. Работы перечислены в хронологическом порядке.

## Живопись Якоба Йорданса
| Картина | Название                                                                                       | Год создания                            | Техника, размеры (см)      | Страна, город           | Галерея                                                                          | Примечание |
| ------- | ---------------------------------------------------------------------------------------------- | --------------------------------------- | -------------------------- | ----------------------- | -------------------------------------------------------------------------------- | --- |
|         | Автопортрет с родителями, братьями и сёстрами Self-portrait with Parents, Brothers and Sisters | 1615, около                             | Холст, масло 175,0 х 137,5 | Россия, Санкт-Петербург | Государственный Эрмитаж инв. № ГЭ 484                                            | Портрет был частично переписан в конце 1630-х — первой половине 1640-х. На картине художник изобразил себя в образе мужчины с лютней (персонаж справа). |
|         | Поклонение пастухов                                                                            | 1615, около                             | Дерево, масло 89,0 х 112,0 | Австрия, Вена           | Лихтеншейн, Княжеская коллекция инв. №GE 2478                                    | [ 1 ] |
|         | Апостолы Павел и Варнава в Листре Apostles Paul and Barnabas at Lystra                         | 1616, около                             | Холст, масло 149,0 х 253,0 | Россия, Санкт-Петербург | Государственный Эрмитаж инв. № ГЭ 491                                            | |
|         | Девушка со стариком и попугаем                                                                 | 1616—1618                               | Холст, масло 85,0 х 80,0   | Австрия, Вена           | Лихтеншейн, Княжеская коллекция инв. GE 129                                      | [ 1 ] |
|         | Мадонна с Младенцем в венке из цветов The Virgin and Child in a Garland of Flowers             | 1617—1618                               | Дерево, масло 104,0 х 75,5 | Россия, Санкт-Петербург | Государственный Эрмитаж инв. № ГЭ 2041                                           | |
|         | Мелеагр и Аталанта Meleager and Atalanta                                                       | 1617—1618, авторское увеличение 1660 г. | Дерево, масло 73,0 х 98,0  | Австрия, Вена           | Лихтеншейн, Княжеская коллекция инв. GE 108                                      | Изначально моделло было вертикального формата, но в 1660 году Йорданс надставил его сверху и с боковых сторон. В получившуюся горизонтальную композицию художник вписал ряд новых фигур, оставив при этом нетронутым первоначальное изображение.                                   |
|         | Мелеагр и Аталанта Meleager and Atalanta                                                       | 1617—1618                               | Холст, масло 156,5 х 123,0 | Россия, Екатеринбург    | Екатеринбургский музей изобразительных искусств инв. № Ж-820                     | Долгое время полотно считалось копией одноимённой картины, хранящейся в Королевском музее изящных искусств в Антверпене, выполненной не самим художником, а его мастерской. В 2013 году в ходе проведённой реставрации, была обнаружена авторская подпись Йорданса: JORDAENS FECIT |
|         | Мелеагр и Аталанта Meleager and Atalanta                                                       | 1618                                    | Холст, масло 152 х 120 см  | Бельгия, Антверпен      | Королевский музей изящных искусств инв. 844                                      | |
|         | Три этюда детской головки Three Studies of a Child's Head                                      | 1618 —1620                              | Холст, масло 43,0 х 56,5   | Россия, Санкт-Петербург | Государственный Эрмитаж инв. № ГЭ 509                                            | [ 5 ] |
|         | Мелеагр и Аталанта Meleager and Atalanta                                                       | 1619—1622                               | Дерево, масло 89,0 х 114,3 |                         | Музей Суонси (Уэльс)                                                             | В настоящее время считается, что в музее Уэлса хранится предварительный набросок для картины из Прадо. Его стоимость оценивается в 4 млн долларов |
|         | Мелеагр и Аталанта Meleager and Atalanta                                                       | 1620—1623                               | Холст, масло 152,3 х 240   | Испания, Мадрид         | Музей Прадо, Мадрид (инв. P001546)                                               | [ 7 ] |
|         | Сатир в гостях у крестьянина The Satyr and the Peasant                                         | 1620                                    | Холст, масло 130,0 х 172,0 | Бельгия, Брюссель       | Королевские музеи изящных искусств инв. № 588                                    | [ 8 ] |
|         | Сатир в гостях у крестьянина The Satyr and the Peasant                                         | 1620                                    | Холст, масло 47,3 х 55,90  | Великобритания, Лондон  | Далиджская картинная галерея инв. № DPG293                                       | [ 9 ] |
|         | Сатир в гостях у крестьянина The Satyr and the Peasant                                         | 1620, около                             | Холст, масло 171,0 х 194,0 | Германия, Кассель       | Кассельская картинная галерея инв. № GK 101                                      | |
|         | Сатир в гостях у крестьянина Satyr and Peasant                                                 | 1620 — 1621                             | Холст, масло 188,5 х 168,0 | Бельгия, Брюссель       | Королевские музеи изящных искусств инв. № 6179                                   | [ 10 ] |
|         | Сатир в гостях у крестьянина Satyr and Peasant                                                 | 1620 — 1621                             | Холст, масло 174,0 х 205,0 | Германия, Мюнхен        | Старая пинакотека инв. № 425                                                     | |
|         | Сатир в гостях у крестьянина Satyr visiting a peasant                                          | 1620-е                                  | Холст, масло 125,0 х 96,0  | Польша, Краков          | Музей Чарторыйских инв. № XII-283                                                | |
|         | Сатир в гостях у крестьянина Satyr and Peasant                                                 | 1622—начало 1630-х                      | Холст, масло 153,0 х 205,0 | Россия, Москва          | Государственный музей изобразительных искусств имени А. С. Пушкина инв. № Ж-2615 | |
|         | Аллегория изобилия Allegory of Fertility                                                       | 1623 — 1625                             | Холст, масло 180,0 х 241,0 | Бельгия, Брюссель       | Королевские музеи изящных искусств инв. № 119                                    | [ 11 ] |
|         | Сатир в гостях у крестьянина Satyr visiting a peasant                                          | 1625                                    | Холст, масло 190,0 х 165,0 | Венгрия, Будапешт       | Музей изобразительных искусств инв. №                                            | |
|         | Одиссей в пещере Полифема Odysseus and Polyphemus                                              | 1635, около                             | Холст, масло 61,0 х 97,0   | Россия, Москва          | Государственный музей изобразительных искусств имени А. С. Пушкина инв. № Ж-2552 | |
|         | Бобовый король The Bean King                                                                   | 1635 —1655                              | Холст, масло 243,0 × 373,0 | Германия, Кассель       | Кассельская картинная галерея инв. №                                             | |
|         | Портрет старика Portrait af an Old Man                                                         | 1637                                    | Холст, масло 154,0 × 118,5 | Россия, Санкт-Петербург | Государственный Эрмитаж инв. № ГЭ 486                                            | |
|         | Король пьёт (Бобовый король) The King Drinks                                                   | 1638                                    | Холст, масло 261,5 × 283,0 | Бельгия, Брюссель       | Королевские музеи изящных искусств инв. № 3395                                   | [ 12 ] |
|         | Бобовый король The Bean King                                                                   | 1638, около                             | Холст, масло 160,0 × 213,0 | Россия, Санкт-Петербург | Государственный Эрмитаж инв. № ГЭ 3760                                           | |
|         | Король пьёт (Бобовый король) King of drunkards                                                 | 1638, около                             | Холст, масло 155,0 × 204,0 | Польша, Варшава         | Национальный музей в Варшаве инв. № M.Ob.2074                                    | |
|         | Король пьёт (Бобовый король) The King Drinks                                                   | 1638—1640                               | Холст, масло 152,0 х 204,0 | Франция, Париж          | Лувр инв. № INV 1406                                                             | |
|         | Бегство в Египет The Flight into Egypt                                                         | 1640                                    | Холст, масло 135,0 × 201,0 | Россия, Москва          | Государственный музей изобразительных искусств имени А. С. Пушкина инв. № Ж-1717 | Справа внизу подпись и дата: J Jor fec 1640 |
|         | Король пьёт (Бобовый король) The King Drinks                                                   | 1640                                    | Холст, масло 156,0 × 210,0 | Бельгия, Брюссель       | Королевские музеи изящных искусств инв. № 3545                                   | [ 13 ] |
|         | Дары моря                                                                                      | 1640—1650                               | Холст, масло 269,0 х 377,0 | Австрия, Вена           | Лихтеншейн, Княжеская коллекция инв. G 9                                         | [ 1 ] |
|         | Повар у стола с дичью Cook at a Table with Dead Game                                           | 1640—1645                               | Холст, масло 176,0 × 245,0 | Россия, Санкт-Петербург | Государственный Эрмитаж инв. № ГЭ 610                                            | У левого края стола подпись: P. De Vos fecit |
|         | Бобовый король The Feast of the Bean King                                                      | 1640—1645                               | Холст, масло 242,0 × 300,0 | Австрия, Вена           | Музей истории искусств инв. № GG_786                                             | |
|         | Павел и Варнава в Листре Paul and Barnabas at Lystra                                           | 1645                                    | Холст, масло 153,0 × 231,0 | Россия, Пермь           | Пермская государственная художественная галерея инв. № Ж-18                      | |
|         | Оплакивание Христа The Lamentation                                                             | 1650, около                             | Холст, масло 198,0 × 168,0 | Россия, Санкт-Петербург | Государственный Эрмитаж инв. № ГЭ 5592                                           | |
|         | Христос и самаритянка Christ and Samaritan Woman                                               | 1650, около                             | Холст, масло 178,0 × 147,0 | Россия, Нижний Новгород | Нижегородский государственный художественный музей инв. № НГХМ-Ж-969             | |
|         | Аллегорический семейный портрет Allegoricaal Family Portrait                                   | 1650-е, начало                          | Холст, масло 178,4 × 152,3 | Россия, Санкт-Петербург | Государственный Эрмитаж инв. № ГЭ 485                                            | |
|         | Оплакивание Христа The Lamentation                                                             | 1650-е                                  | Холст, масло 309,0 × 230,0 | Россия, Санкт-Петербург | Троицкий собор, Александро-Невская Лавра                                         | |
|         | Сатир в гостях у крестьянина Satyr and Peasant                                                 | 1650-е                                  | Холст, масло 188,5 × 168,0 | Бельгия, Брюссель       | Королевские музеи изящных искусств инв. № 6179                                   | |
|         | Пир Клеопатры Cleopatra's Feast                                                                | 1653                                    | Холст, масло 156,4 × 149,3 | Россия, Санкт-Петербург | Государственный Эрмитаж инв. № ГЭ 8536                                           | На картине имеется подпись и дата: J. Jor. 1653 |
|         | Святое семейство The Holy Family                                                               | 1650-е — начало 1660-х                  | Холст, масло 142,0 × 113,0 | Россия, Санкт-Петербург | Государственный Эрмитаж инв. № ГЭ 3337                                           | |
|         | Пир короля (Бобовый король) The King's Fesat                                                   | 1660-е, начало                          | Холст, масло 230,0 × 310,0 | Россия, Пермь           | Пермская государственная художественная галерея инв. № Ж-823                     | |
|         | Голова апостола Buste d'apôtre                                                                 | неизвестно                              | Холст, масло 59,0 x 48,0   | Бельгия, Брюссель       | Королевские музеи изящных искусств инв. № 121                                    | Ранее работа приписывалась Антонису Ван Дейку |

### Комментарии
1. ↑  Мастерская Якоба Йорданса (?)
2. ↑  Мастерская Якоба Йорданса
3. ↑  В соавторстве с Франсом Снейдерсом
4. ↑  Якоб Йорданс написал только фигуру повара, всё остальное - Пауль де Вос
5. ↑  Якоб Йорданс и мастерская (?)
6. ↑  Якоб Йорданс и мастерская
7. ↑  Якоб Йорданс и мастерская
8. ↑  Мастерская Якоба Йорданса
9. ↑  Мастерская Якоба Йорданса